# Глобалістика
Глобалістика — міждисциплінарна галузь наукових досліджень, спрямованих на виявлення сутності, тенденцій і причин процесів глобалізації, інших глобальних процесів і проблем, пошук шляхів утвердження позитивних та подолання негативних для людини і біосфери наслідків цих процесів. Іншими словами, це комплексна наукова дисципліна, що вивчає загальні об'єктивні закономірності розвитку людства і моделі керованої світової системи в синтезі, єдності та взаємодії трьох основних сфер: глобальної екології, соціальної та економічної діяльності людини в епоху антропогенно перевантаженої Землі.
Термін «глобалістика» також вживається для позначення сукупності наукових, філософських, культурологічних та прикладних досліджень різних аспектів глобалізації і глобальних проблем, включаючи отримані результати таких досліджень та практичну діяльність з їхньої реалізації в економічній, соціальній, політичній сферах. Глобалістика народжена інтеграційними процесами, характерними для сучасної науки і являє собою сферу дослідження та пізнання, де різні наукові дисципліни і філософія взаємодіють один з одним, кожна з позиції свого предмета і методу.
Як самостійний науковий напрям глобалістика стала складатися в 1960-ті роки ХХ століття. Тоді спостерігалося загострення екологічної обстановки, складність, різноманіття і динамічність епохи, її технократичний, сцієнтистський характер.
Глобалістика — це аналітична дисципліна поки ще з розмитими контурами свого предмета дослідження. Наприклад, глобальні проблеми сучасності виникли тільки в епоху людської цивілізації, тому вони і являють складність їх вирішення, оскільки раніше ніколи не існували.
Геоглобалістика — міждисциплінарний науковий підхід, спрямований на комплексний розгляд глобальних проблем людства та пошук шляхів їх вирішення. Розділ політології, який вивчає політичні процеси, тенденції та явища в масштабах всього світу.
За деякими даними, термін був уперше вжитий польським вченим і дослідником Станіславом Лемом у 1992 році.

## Історія
У дослідників немає єдиної точки зору стосовно того, коли саме зародилася глобалістика. З одного боку, про глобалістичні дослідження почали говорити переважно в другій половині XX ст., з іншого — дослідженням філософських проблем, пов'язаних з життєдіяльністю людства у світі і на земній кулі людство займається з доісторичних часів, вже у філософів стародавніх Греції, Близького Сходу, Індії і Китаю знаходимо вчення і теорії, які торкаються цих питань. У сучасній Україні глобальні проблеми, у тій чи іншій формі, осмислюються щонайменше з часів поширення віри в єдиного Бога, особливо у формі православ'я на її землях. З того часу серед жителів України бачимо багато людей, обізнаних з надбаннями світової філософської думки у цих питаннях, деякі з яких залишили власне цікаве філософське надбання, на жаль малознайоме поза руським світом. За часів середньовіччя — це переважно церковні люди, монахи, книжники, священики, єпископи. З XVII ст. поряд із ними стає все більше людей світських, серед яких знаходимо таких людей, як філософ і поет Російської імперії українського походження Іполит Богданович.